# كومبيتا
بلدية كومبيتا (بالإسبانية: Cómpeta) هي بلدية تقع في مقاطعة مالقة التابعة لمنطقة أندلوسيا جنوب إسبانيا.

## الديموغرافيا
بلغ عدد سكان بلدية كومبيتا 3.832 نسمة عام 2011 (وفقاً للمعهد الوطني الإسباني للإحصاء).
| 2.684 | 2.703 | 2.863 | 3.418 | 3.712 | 3.854 | 3.832 |